# Giacomo Medici (Antikenhändler)
Giacomo Medici ist ein italienischer Antikenhändler, der im Jahr 2004 wegen Handels mit gestohlenen antiken Kunstwerken verurteilt wurde. Seine Taten gelten als „eine der größten und ausgeklügeltsten Antikennetzwerke der Welt, das verantwortlich für illegale Ausgrabungen und den illegalen Export tausender von hochwertigen Einzelstücken war. Seine Kundschaft gehörte zur obersten Spitze des internationalen Kunstmarktes.“
Im Jahr 1995 begann eine auf den Schutz von Kulturgütern spezialisierte Einheit der italienischen Carabinieri, die Tutela Patrimonio Culturale (TCP) gegen Medicis Firma Editions Services wegen des Verkaufs von drei zuvor aus einer Sammlung gestohlener antiker Marmorstatuen zu ermitteln. Am 13. September 1995 durchsuchten schweizerische und italienische Beamte Lagerräume der Firma in der Nähe des Flughafens von Genf, in denen Güter zum Weiterverkauf gelagert worden waren. Dort wurden hunderte von antiken griechischen, römischen und etruskischen Stücken gefunden, unter ihnen ein mehr als 2 Millionen US-Dollar teurer etruskischer Platzteller. Neben diesen Stücken fanden Fahnder umfangreichen Schriftverkehr zwischen Medici und Kunsthändlern unter anderem in London und New York sowie eine Art Archiv, in dem tausende von Fotos antiker Stücke gefunden wurden, die von Medici verkauft worden waren. In einigen Fällen wurde der gesamte Prozess von den illegalen Ausgrabung, über professionelle Restaurierung bis hin zum Verkauf der wertvollen Stücke für hohe Beträge fotografisch dokumentiert. Auch fanden die Ermittler Fotos von illegal ausgegrabenen Stücken, die in renommierten Museen gelandet wurden.
Medici wurde im Jahr 1997 verhaftet und schließlich 2004 von einem Gericht in Rom zu 10 Jahren Haft und einer Geldstrafe in Höhe von 10 Millionen Euro verurteilt, die höchste Strafe, die jemals in Italien wegen Kunstdiebstahls verhängt wurde. Die Freiheitsstrafe saß Medici als Hausarrest in seiner Villa in Santa Marinella ab.
Die Erkenntnisse aus den Ermittlungen gegen Medici führten 2005 zu Ermittlungen der italienischen Polizei gegen den Antikenhändler Robert E. Hecht und gegen die frühere Kuratorin des J. Paul Getty Museum, Marion True, wegen illegalen Kunstausfuhren. Der Prozess wurde 2010 eingestellt.